# バリ (単位)
バリ（barye、記号:Ba,b、バーライとも）は、CGS単位系における圧力の単位である。
1バリは、1ダイン (dyn) の力が 1平方センチメートル (cm2) の面積に作用する時の圧力と定義されている。106バリが1バールとなる。
上記の定義において、ダインをニュートン (N, 1N = 105dyn) に、平方センチメートルを平方メートル (m2, 1m2 = 104cm2) に置き換えると、国際単位系 (SI) の圧力の単位であるパスカル (Pa) になる。よって、1Pa = 10Ba, 1Ba = 0.1Pa となる。